# 구스타프 달렌
닐스 구스타프 달렌(스웨덴어: Nils Gustaf Dalén, 1869년 11월 30일 - 1937년 12월 9일)은 스웨덴의 물리학자이자, 기업가이다. AGA 회사를 설립하고, AGA 쿠커(AGA cooker)와 달렌등(Dalén light)을 발명하였다.
1912년 "등대외 부요에서 빛을 내는데 사용되는 기체 축적기와 연결해서 사용되는 자동 조절장치의 발명"으로 노벨 물리학상을 수상하였다.